# Burning Mountain
Burning Mountain (en français : « montagne qui brûle »), nom commun du mont Wingen, est une colline située près de Wingen (en), en Nouvelle-Galles du Sud, en Australie, à 224 km au nord de Sydney.
Elle tire son nom d'un feu de veine de charbon qui traverse le grès sous terre, ce qui fait s'élever une fumée à la surface. Burning Mountain fait partie de la réserve naturelle du même nom, qui est administrée par le Service des parcs nationaux et de la faune sauvage de la Nouvelle-Galles du Sud (en),.

## Feu de veine de charbon
On estime que la lente combustion souterraine se situe à une profondeur d'environ 30 m,, que le feu est actif depuis 5 500 à 6 000 ans et qu’il s’agit du plus ancien feu de charbon connu,.
Les explorateurs et les colons européens de la région croyaient que la fumée, provenant du sol, était d'origine volcanique. Ce n’est qu’en 1829 que le géologue C. P. N. Wilton, l’a identifiée comme un feu de veine de charbon.
Le feu se déplace généralement vers le sud à un rythme d'environ 1 m par an. La combustion a provoqué une décoloration du sol et une surface inégale dans la région.

## Légende aborigène
Le mont Wingen fait traditionnellement partie d'un vaste territoire appartenant au peuple Wanaruah. La mythologie wanaruah raconte l’histoire de Burning Mountain : 

« Un jour, le peuple Gumaroi, au nord de Liverpool Range (en), envoya une expédition dans le Sud du pays pour voler des femmes wanaruah. Le peuple Wiradjuri à l'ouest avertit les Wanaruah, qui envoyèrent leurs meilleurs guerriers pour une grande bataille. L'une des épouses wanaruah décida d'attendre le retour de son mari et s'installa près de Liverpool Range. En voyant qu'il n'était pas revenu, elle fut dévastée. En pleurant, elle demanda à Biami, le dieu du ciel, de prendre sa vie. Au lieu de cela, il la transforma en pierre et ses larmes devinrent du feu et mirent le feu à la montagne pour toute l'éternité. »